# Де-Понт, Карстен Карлович
Карстен Карлович Де-Понт (фин. Karsten Fredrik Ferdinand De Pont, 1849—1929) — генерал-майор, тайный советник, Нюландский и Вазаский губернатор.

## Биография
Родился 3 февраля 1849 года, сын коллежского регистратора и финляндского помещика Карла Якоба Рейнгольда Де-Понта.
Образование получил в Финляндском кадетском корпусе, из которого выпущен 12 июля 1868 года прапорщиком в лейб-гвардии Измайловский полк. 28 марта 1871 года произведён в подпоручики и 30 августа 1873 года — в поручики.
Принимал участие в кампании против турок на Балканах, находился в сражении под Горным Дубняком, при осаде Плевны, взятии с боя Правецкой позиции, занятии Софии, бою под Ташкисеном и перешёл Балканы. За боевые отличия награждён двумя орденами. 30 августа 1877 года произведён в штабс-капитаны.
Продолжая службу в гвардии Де-Понт 20 апреля 1880 года был произведён в капитаны и 14 января 1881 года переименован в подполковники по армейской пехоте с назначением в 1-й Нюландский Финский стрелковый батальон. 19 февраля 1880 года получил звание флигель-адъютанта.
1 июля 1885 года Де-Понт получил чин полковника и был назначен командиром 5-го Куопиоского Финского стрелкового батальона, а 10 сентября 1887 года переведён на должность командира в 8-й Выборгский Финский стрелковый батальон. 22 января 1895 года Де-Понт получил в командование лейб-гвардии 3-й Финляндский стрелковый батальон и 14 мая 1896 года произведён в генерал-майоры.
24 января 1897 года назначен Нюландским губернатором.
31 августа 1900 года Де-Понт вышел в отставку и занялся финансовыми операциями. В 1903—1906 годах был членом правления Сберегательных касс в Финляндии и членом правления Ипотечного общества Финляндии.
В 1906 году Де-Понт вернулся на государственную службу и с чином тайного советника был назначен Вазаским губернатором, однако в 1910 году снова вышел в отставку.
Жил в Гельсингфорсе и до 1914 года был членом наблюдательного совета страхового общества.
Де-Понт скончался в Хельсинки 1 апреля 1929 года.

## Награды
Среди прочих наград Де-Понт имел ордена:
- Орден Святого Станислава 3-й степени с мечами и бантом (1878 год)
- Орден Святой Анны 3-й степени с мечами и бантом (1878 год)
- Орден Святого Станислава 2-й степени (1883 год)
- Орден Святой Анны 2-й степени (1888 год)
- Орден Святого Владимира 4-й степени (1891 год)
- Орден Святого Владимира 3-й степени (25 января 1895 года)
- Орден Святого Станислава 1-й степени (6 июня 1899 года)